# Josef Pokorný
Josef Pokorný (19. února 1910 – 30. března 1957) byl český a československý politik Komunistické strany Československa a poúnorový poslanec Národního shromáždění ČSR.

## Biografie
Po volbách roku 1954 byl zvolen za KSČ do Národního shromáždění ve volebním obvodu Slaný. Mandát nabyl až dodatečně v říjnu 1955 jako náhradník poté, co zemřel poslanec Václav Nosek. V parlamentu setrval do své smrti roku 1957, pak ho nahradil František Meixner.
V roku 1955 se uvádí jako strojvedoucí v závodě Spojené ocelárny národní podnik Kladno (huť Poldi).